# 알퐁스 판 헬러
알퐁스 판 헬러(Alphonse van Gèle) 또는 방젤(Vangele), 방젤레(Vangelé, 1848년 4월 25일 – 1939년 2월 23일)는 1897년 12월부터 1899년 1월까지 콩고 자유국 부총독을 역임한 벨기에 군인이었다. 그는 적도기지(이퀘이터 스테이션Equator Station 또는 스타시옹 드 레카퇴르Station de l'Équateur)(현재 음반다카)를 설립하고 현재 키상가니인 스탠리 폭포(Stanley Falls)기지에서 강력한 잔지바르 상인 티푸 팁과 조약을 체결했다. 그는 우엘레강이 우방기강의 상류임을 확인한 것으로 알려져 있다.